# Haim Shafir

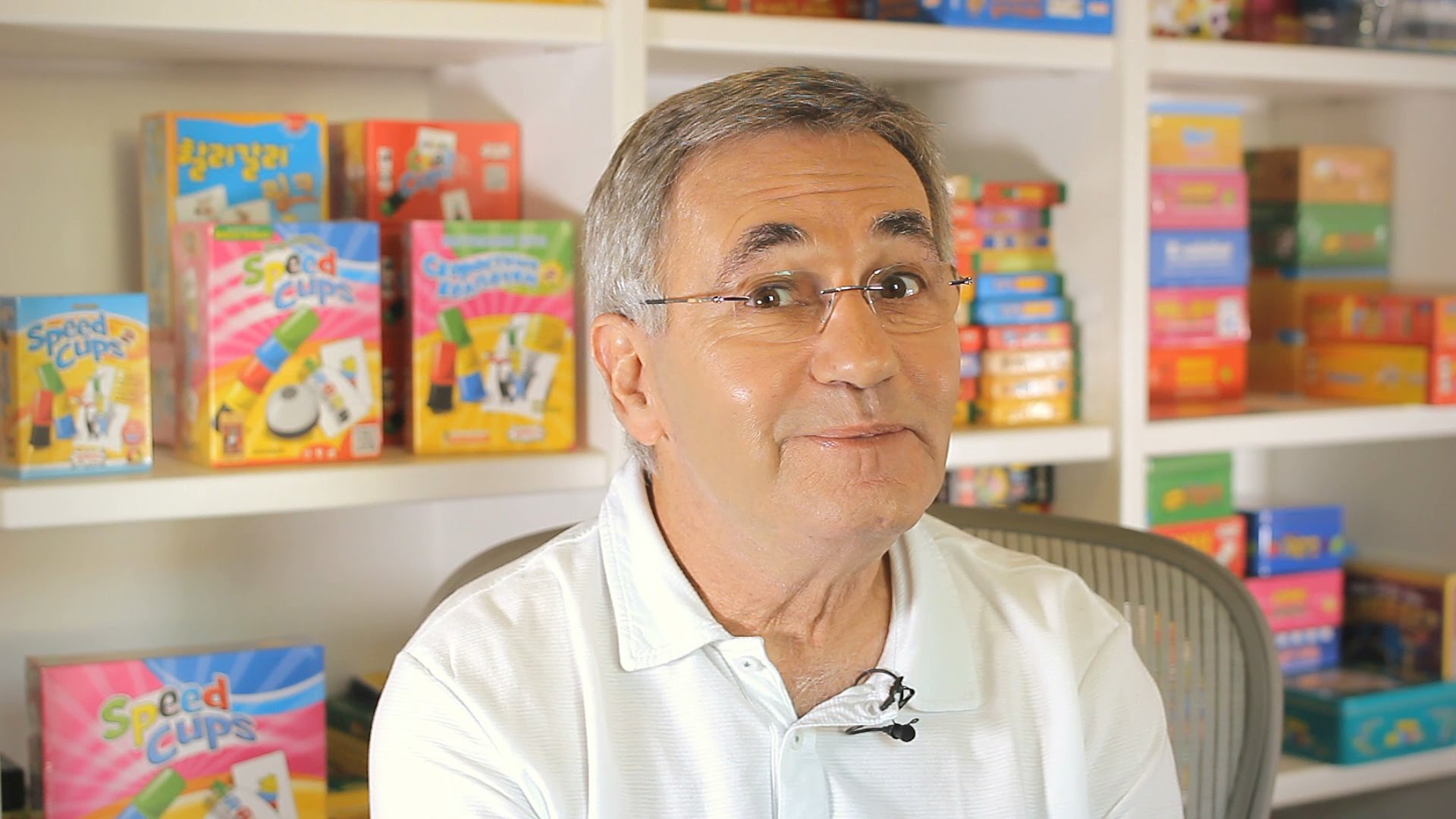
Haim Shafir

Haim Shafir (hebräisch חיים שפיר; geboren 1950 in Haifa) ist ein israelischer Spieleautor und Geschäftsführer des von ihm gegründeten Spieleverlages Shafir Games. Er konzentriert sich vor allem auf die Entwicklung von Kinder- und Partyspielen. Seine Spiele werden international vertrieben, bekannt wurde vor allem das von ihm 1990 entwickelte Spiel Halli Galli.

## Biografie

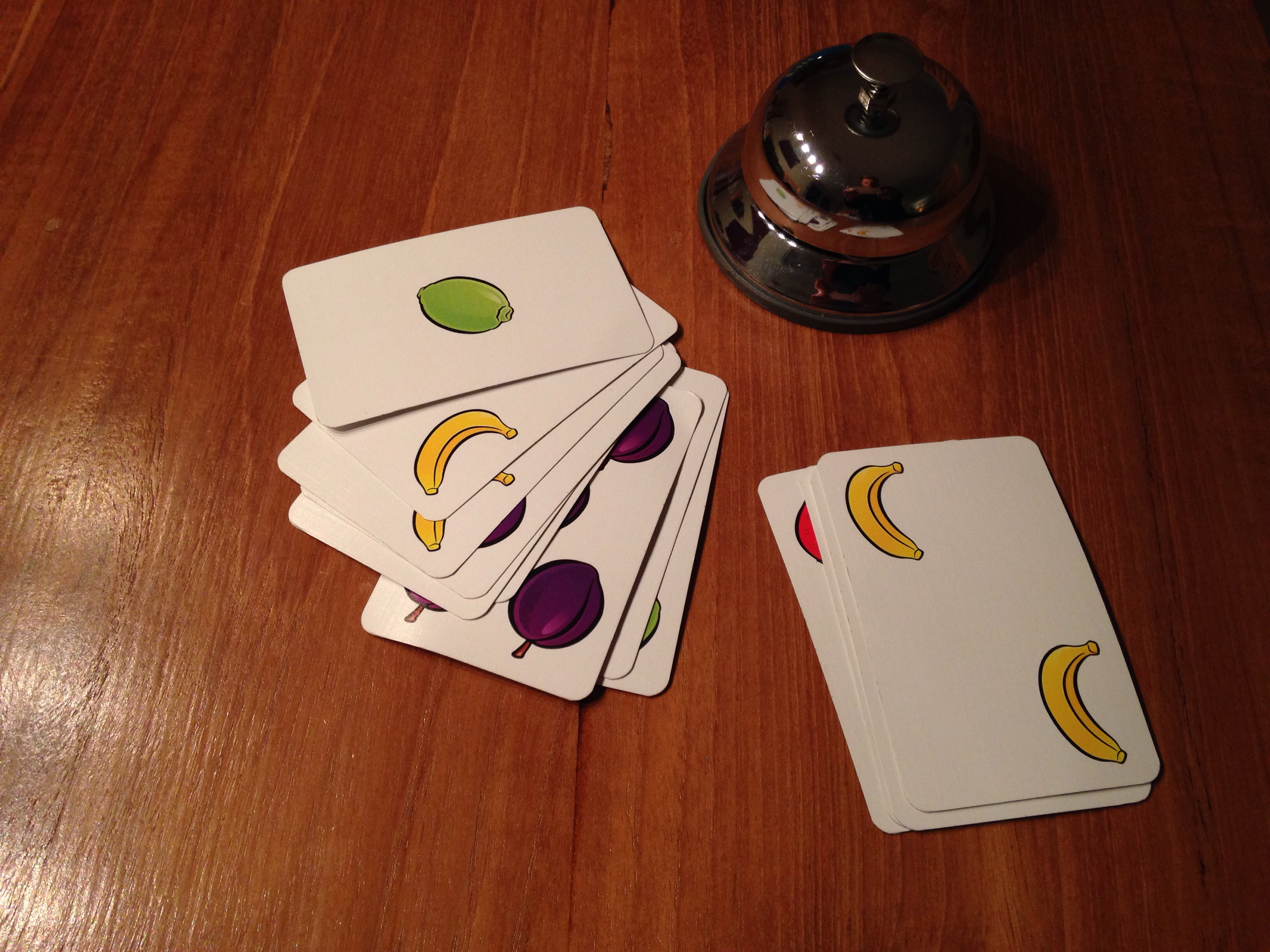
Halli Galli ist das bekannteste Spiel des israelischen Spieleautors Haim Shafir

Haim Shafir lebt in Tel Aviv in Israel. Seine ersten Spiele erschienen Anfang bis Mitte der 1980er Jahre, 1990 entwickelte er mit Halli Galli sein bis heute bekanntestes Spiel. Halli Galli wurde in zahlreiche Sprachen übersetzt und international als Millionenseller verkauft. In Deutschland erschien das Spiel 1991 beim Spieleverlag Amigo als Tutti Frutti und wird von diesem bis heute in mehreren Versionen vertrieben. 2003 wurde sein Kinderspiel Cocotaki in die Auswahlliste Kinderspiel des Spiel des Jahres 2003 aufgenommen. Auch beim Kinderspiel des Jahres wurden mit Klack!, Kuddelmuddel, Speed Cups und Schau mal! Was ist anders? mehrere seiner Spiele empfohlen. 2018 spielte Shafir die Rolle seiner selbst in der israelischen Kinderserie „Crowded“.

## Ludographie (Auswahl)
- 1983: Taki (in Deutschland 2006 erschienen)
- 1985: Dingo
- 1990: Halli Galli
- 1998: Halli Galli Junior
- 2002: Vier auf einen Streich
- 2002: Schnapp, Land, Fluss!
- 2002: Cocotaki (Neuauflage 2011 als Kakadoo)
- 2003: 8 1/2
- 2004: Aus die Maus!
- 2005: Halli Galli Extreme
- 2007: Bungee
- 2009: Wilde Bande
- 2009: Ringo Flamingo
- 2011: RinglDing
- 2012: Schau mal! Was ist anders?
- 2012: Piraten kapern
- 2012: Klack!
- 2013: Speed Cups
- 2014: Speed Dice
- 2014: Speed Cups2
- 2015: Tortenschlacht
- 2016: Brain Storm
- 2017: Halli Galli Party
- 2017: Caramba
- 2018: Speed Cups6
- 2019: Hexe, Tier … wer fehlt denn hier?
- 2019: CLACK! Categories
- 2020: Biber Gang

## Auszeichnungen
- Spiel des Jahres
  - Cocotaki: Auswahlliste Kinderspiel 2003
- Kinderspiel des Jahres
  - Klack!: Empfehlungsliste 2012
  - Kuddelmuddel: Empfehlungsliste 2013
  - Speed Cups: Empfehlungsliste 2014
  - Schau mal! Was ist anders?: Empfehlungsliste 2015
  - Fröschis: Empfehlungsliste 2022
- Spiel der Spiele
  - Speed Cups: Spiele für Kinder 2014
- Schweizer Spielepreis
  - Schnapp, Land, Fluss: Kinderspiele 1993
- As d’Or
  - Énigmo (Eureka): As d’Or du jeu de vocabulaire
- À-la-carte-Kartenspielpreis
  - Halli Galli: 3. Platz 1991

## Belege
1. ↑  Israel und Kinderspiele auf kids.gamesweplay.de, 8. März 2010; abgerufen am 2. März 2017.